# Mouliets-et-Villemartin
 Mouliets-et-Villemartin  là một xã thuộc tỉnh Gironde trong vùng Nouvelle-Aquitaine tây nam nước Pháp.